# Ventrifossa macrodon
Ventrifossa macrodon är en fiskart som beskrevs av Sazonov och Akitoshi Iwamoto 1992. Ventrifossa macrodon ingår i släktet Ventrifossa och familjen skolästfiskar. Inga underarter finns listade i Catalogue of Life.